# Protonuraghe Sa Fogaia

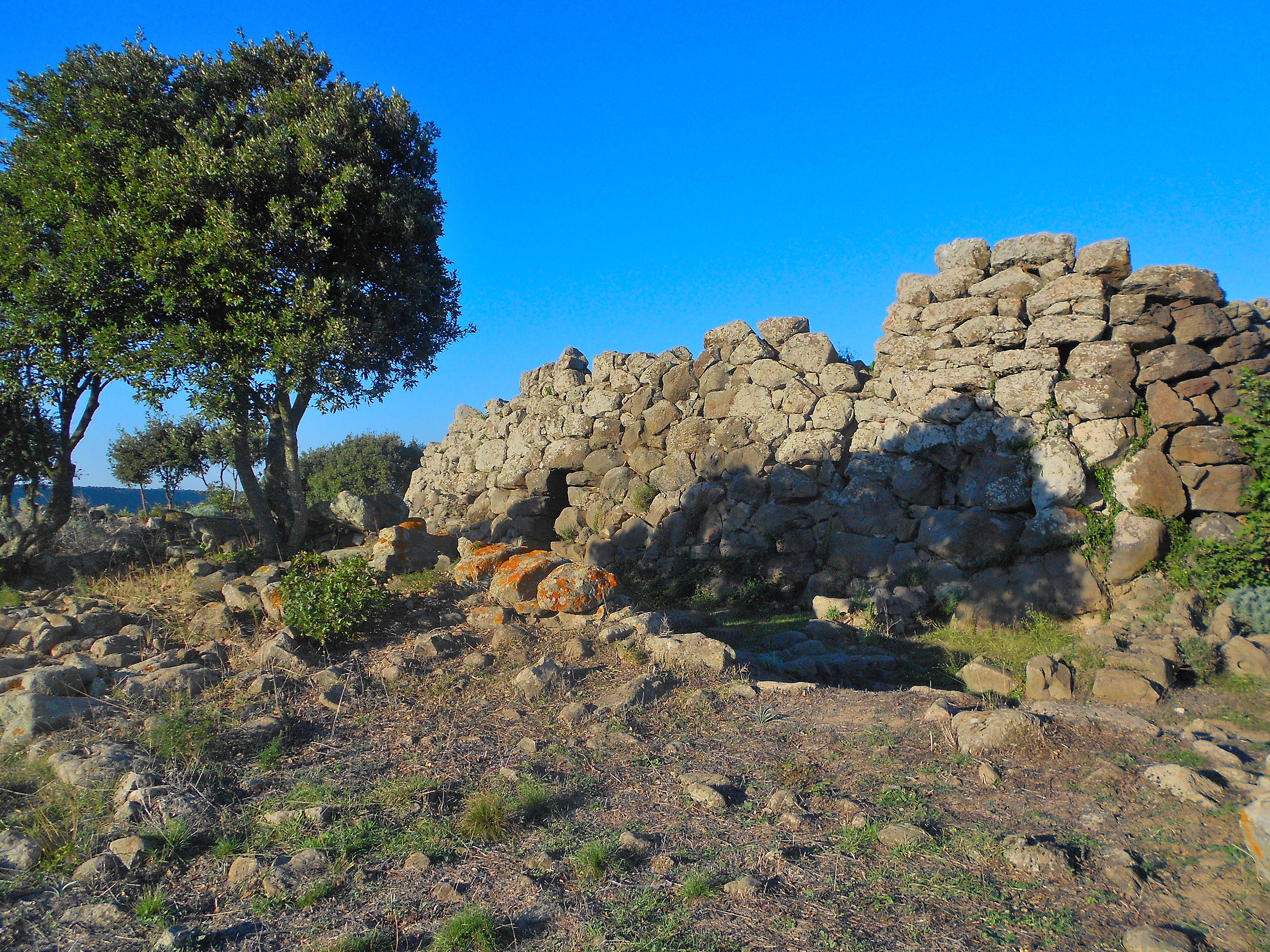
Protonuraghe Sa Fogaia

Die Protonuraghe Sa Fogaia befindet sich etwa 325 m über dem Meeresspiegel, am Rand einer Klippe auf der Ostseite der Giara di Siddi bei Siddi in der Provinz Medio Campidano auf Sardinien. 
Die bis zu einer Höhe von sechs Metern erhaltene Protonuraghe hat eine komplexe, dreigeteilte, unregelmäßige Struktur und wurde im ältesten Bereich aus einem Trockenmauerwerk aus Basaltblöcken  errichtet. Sie ist aus megalithischen und anderen Strukturen zusammengesetzt. 
Protonuraghen (auch Korridor- oder Pseudonuraghen, italienisch Nuraghe a corridoio) sind die Vor- oder Frühform der klassischen Turmbauten oder Tholosnuraghen (italienisch Nuraghe a tholos) der bronzezeitlichen Nuraghenkulturen Sardiniens. Der älteste Teil ist der etwa 1800 v. Chr.  entstandene uraghe. Er hat einen Y-förmigen Gang. Der im Osten liegende Zugang zu dem langen Gang erfolgt über eine Treppe in etwa fünf Metern Höhe über dem Boden. Neben dem Zugang befindet sich eine gekrümmte Kammer, deren Decke, auf der der ursprüngliche Zugang zur Dachterrasse lag, ebenso zusammengebrochen ist, wie die Decke des Ganges. 
Später wurde die Struktur westlich und östlich des Protonuraghen erweitert. Neben dem Bau an der Ostseite befindet sich ein Gang mit Stürzen, der zu einem offenen Innenhof führt. Auf der rechten Seite gibt es zwei Kammern ohne Decke, von denen eine gekrümmt ist und die andere rechteckig mit einer Apsis. An der später hinzugefügten Nordwestseite liegt ein runder Raum mit Kuppelgewölbe, von dem aus eine Treppe nach oben führte. Auf der rechten Seite des Raumes befindet sich eine kleine halbringförmige Umgehung der Kammer. 
Rund um den Hof liegen die Reste kleiner runder und rechteckiger Räume und eine Trockensteinwand vielleicht aus punischer oder römischer Zeit. Auf der Südseite sind rechteckige Räume und ein Flur sichtbar. 
Ausgrabungen haben Keramik, eine Bronze-Ahle und Fragmente nuraghischer Keramik erbracht. Amphoren und Platten mit Palmetten aus der punischen und römischen Zeit wurden ebenfalls gefunden.

## Zeitstellung
Die etwa 300 Protonuraghen auf Sardinien entstanden während der Phase B der zweiphasigen Bonnanaro-Kultur, die als Nachfolger der sowohl megalithischen als auch kupferzeitlichen Monte-Claro-Kultur etwa zwischen 1800 und 1500 v. Chr. herrschte.